# Permis de construire (film)
Pour l'acte administratif, voir Permis de construire.
Série
Permis de détruire
Pour plus de détails, voir Fiche technique et Distribution.
Permis de construire est un film du genre comédie réalisé par Éric Fraticelli et sorti en 2021.

## Synopsis
Romain est un dentiste parisien qui a grandi sans son père. Un jour, il apprend sa mort mais n'en semble pas très ému. Toutefois, il reçoit un héritage qui consiste en un terrain constructible en Corse. Le projet serait d'y faire bâtir une maison en l'honneur de son père, parti avant d'avoir pu concrétiser son projet. Romain accepte finalement la mission, bien que faire construire une maison en Corse quand on est Parisien n'est pas une mince affaire.

## Fiche technique
Sauf indication contraire, les informations mentionnées dans cette section peuvent être confirmées par la base de données cinématographiques IMDb,  présente dans la section « Liens externes ».
- Titre original : Permis de construire
- Réalisation : Éric Fraticelli
- Scénario : Éric Fraticelli et Didier Bourdon
- Musique : Nicolas Zimako Jean-Pierre Marcellesi
- Décors : Samantha Gordowski
- Costumes : Sandrine Bernard
- Photographie : Lubomir Bakchev
- Montage : Pascale Fenouillet
- Producteur : Vivien Aslanian, Romain Le Grand et Marco Pacchioni
  - Production associée : Laila Tahhar, Michel Ferracci et
- Sociétés de production : Marvelous Productions et France 3 Cinéma
- Société de distribution : Warner Bros.
- Budget : 5,34 millions d'euros
- Pays de production :  France
- Langue originale : français
- Format : couleur — 2,35:1
- Genre : Comédie
- Durée : 93 minutes
- Dates de sortie :
  - France : 
    - 15 novembre 2021 (L'Île-Rousse)
    - 9 mars 2022 (en salles)

## Lieux de tournage
Le tournage a eu lieu en Balagne durant l'été 2020, dans des villages de Sant Antonino, Cateri, Pigna, Lumio, mais aussi à l'Île-Rousse et Calvi.

## Distribution
Sauf indication contraire, les informations mentionnées dans cette section peuvent être confirmées par la base de données cinématographiques IMDb,  présente dans la section « Liens externes ».
- Didier Bourdon : Romain Leblanc
- Éric Fraticelli : Toussaint Falcucci dit Santu
- Anne Consigny : Cécile Leblanc
- Véronique Volta[2] : Colombia Falcucci, la femme de Toussaint
- Simon Abkarian : Müller, l'architecte
- Michel Ferracci : Tutu, le barman
- Samuel Torres Bianconi : Riri
- Didier Ferrari : Fifi
- Philippe Corti : Loulou
- Laurent Gamelon : Victor, ami et collègue de Romain
- Frédérique Bel : Nadine, femme de Victor
- Jean-François Perrone[3] : Achille, le gérant de l'hôtel
- Alexandra Franchi : Mme Galtier
- Philippe du Janerand : Maître Bompard, le notaire
- Daniel Russo : Sénéchal, le banquier
- Jean-Louis Barcelona : M. Vallet
- Frédéric Poggi: Augustin le berger
- Patrizia Gattaceca : Nini, la femme de chambre
- Jean-Claude Acquaviva[4]
- Christophe Mondoloni[5] : loueur de voitures

## Accueil

### Critique
La presse reçoit avec très peu d'entrain cette comédie. Les paysages ou encore les décors sont salués, mais la presse trouve le film cliché et stéréotypé, bien que réalisé par un Corse. Pour Écran Large, l'un des rares points du film est de ne pas « navigue(r) dans les égouts habituels de l'humour communautaire à la française ». Pour Le Parisien, « cette comédie populaire est d’une lourdeur rare ». Télé Loisirs salue néanmoins la prestation de Didier Bourdon qui donne « quelques sourires ».
Sur le site Allociné, le film reçoit une moyenne de 1,8⁄5 par un consortium de 4 titres de presse.

### Box-office
| Pays ou région | Box-office      | Date d'arrêt du box-office | Nombre de semaines |
| -------------- | --------------- | -------------------------- | ------------------ |
| France         | 562 816 entrées | 26 avril 2022              | 7                  |
| Total mondial  | 4 298 296 $     | -                          | -                  |

Pour son premier jour d'exploitation en France, Permis de construire se place en seconde position du box-office français des nouveautés avec ses 26 155 entrées dont 7 735 en avant-première pour 437 copies. Il est précédé dans le classement par le drame français Goliath (37 982) et suivi par la comédie policière Murder Party (7 093). Au bout de sa première semaine d'exploitation au box-office en France, la comédie française se positionne en 4e place avec 211 995 entrées. La comédie est précédée par une autre, elle aussi française, Maison de retraite (239 540), et suivie par le blockbuster américain Uncharted (199 757).
La semaine suivante, la comédie réalise 201 354 entrées supplémentaires, la positionnant à la 7e place du box-office, devant la nouveauté Alors on danse (167 617) et derrière le thriller français Goliath (238 427). Elle passe derrière ce dernier pour sa 3e semaine d'exploitation pour chuter à la 9e place en réalisant 53 950 entrées, devant Maison de retraite (47 189).